# Sergio Battelli
Sergio Battelli (Genova, 7 ottobre 1982) è un politico italiano.

## Biografia
Sergio Battelli nasce a Genova nel 1982, consegue la licenza di scuola media. Lavora come commesso di un negozio di animali per circa 10 anni.

### Attività politica
Dal 2009 partecipa come candidato alle elezioni comunale tenutasi a Varazze senza essere eletto, con la lista civica "Gente comune" che venne certificata dal Movimento 5 Stelle. Si è occupato di tutta la parte digitale, blog e Facebook, collegati all'attività del movimento locale.

#### Elezione a deputato
È stato candidato alle parlamentarie del Movimento 5 Stelle, venendo candidato come secondo nella lista elettorale. Alle elezioni politiche del 2013 è stato eletto deputato della Repubblica Italiana. Come Deputato, dal 7 maggio 2013 al 23 settembre 2014, fa parte della VII Commissione Cultura, Scienza e Istruzione. Dal 25 settembre 2014 fa parte della 14ª Commissione Politiche dell'Unione Europea.
Alle elezioni politiche del 2018 viene ricandidato alla Camera, tra le liste del M5S nella medesime circoscrizione, venendo rieletto deputato.
Il 21 giugno 2018 viene eletto presidente della 14ª Commissione Affari Europei della Camera dei deputati.
Considerato tra i fedelissimi e molto vicino all'ex capo politico del Movimento 5 Stelle Luigi Di Maio, il 21 giugno 2022 segue la sua scissione dal Movimento 5 Stelle, a seguito dei contrasti Di Maio e il presidente del M5S Giuseppe Conte, per aderire a Insieme per il futuro (Ipf).
Alle elezioni politiche anticipate del 25 settembre 2022 viene ricandidato alla Camera per la lista elettorale di Ipf Impegno Civico-Centro Democratico (IC-CD), ma alle successive elezioni politiche non viene rieletto.
Nel 2023 aderisce a +Europa.